# Joseph Weinzierl
Jacob Joseph Weinzierl (* 27. November 1807 in Fulda; † 5. Juni 1886 ebenda) war ein deutscher Mediziner und Mitglied der kurhessischen Ständeversammlung.

## Leben
Nach dem Studium der Medizin an der Philipps-Universität Marburg promovierte Joseph Weinzierl zum Dr. med.,  betätigte sich kommunalpolitisch und wurde um 1840 Mitglied des Bürgerausschusses in Fulda und dort schließlich Stadtrat.
Er war Redakteur bei der demokratischen Zeitung Teutsches Volksblatt, die 1832 in Fulda erschien.
In den Jahren von 1847 bis 1850 und 1862 bis 1863 war er Mitglied der kurhessischen Ständeversammlung und dort von 1852 bis 1854 Mitglied der Zweiten Kammer des Parlaments. 

## Ehrungen
- 1847 Ehrenbürger der Stadt Fulda